# Michael Nyman
Michael Laurence Nyman (London, Anglia 1944. március 23. –) angol zeneszerző.

## Életrajza
Michael Nyman a Királyi Zeneakadémián folytatott zongora-, és zenetörténeti tanulmányokat, de a zeneakadémián töltött diákévek után (1964), elutasítva a kortárs atonális zenét, rövid időre felhagyott a zeneszerzői tevékenységgel és inkább zenetudománnyal, a klasszikusok tanulmányozásával, zeneelméleti művek írásával és romániai népzenegyűjtéssel foglalkozott.
1968-ban Cornelius Cardew The Great Digest című munkájáról írt kritikában használta először a minimalizmus fogalmát egy új zenei irányzatként, amelynek legjelentősebb képviselője Steve Reich és Philip Glass lett.
Steve Reich Come Out című szerzeménye hatására ő is visszatért a zeneszerzéshez: 1968-ban librettót írt Harrison Birtwistle Down by the Greenwood Side című darabjához, majd Birtwistle kérésére 18. századi velencei dalokat írt át Carlo Goldoni Il Campiello című, 1756-ban szerzett színpadi produkciójának feldolgozásához. A színházi produkció alkalmával született meg 1976-ban a Campiello Band – „a leghangosabb, elektromos erősítés nélküli utcai zenekar”, amely részben régi hangszereken, mint a schalmei, részben pedig modern hangszereken, mint a szaxofon, játszott. Nyman célja az volt, hogy elektromos erősítés nélkül a lehető leghangosabban zenéljenek. A zenésztársulat Goldoni-bemutató sikere után – klasszikus művek modern adaptálására szövetkezve – együtt maradt, az együttes felvette az alapító nevét és Michael Nyman Band néven a mai napig aktívan zenél.
Nyman elsősorban filmzeneszerzőként vált híressé: legnagyobb sikereit Peter Greenaway filmjeihez, valamint Jane Campion Zongoralecke című filmjéhez írt zenéjével érte el.
Nyman 1974-ben kiadott egy könyvet az experimentális zenéről (Experimental Music: Cage and Beyond), amelyben John Cage kortárs zenére tett hatását elemzi.
Nyman tagja volt a híres-hírhedt Portsmouth Sinfonia társulatnak, amely elsősorban rock- és popklasszikusokra írt variációkat (pl. Bridge over Troubled Water). Később alapított egy hasonló zenekart Foster's Social Orchestra néven, amely Stephen Foster zenéjére alapozta tevékenységét.
2005-ben saját lemezkiadót hozott létre (MN Records), hogy zenéit más kiadóktól függetlenül jelentethesse meg.

## Művei (válogatás)
- 1963 - Introduction and Allegro Concertato for Wind Quartet
- 1963 - Divertimento for Flute, Oboe and Clarinet
- 1965 - Canzona for Flute
- 1974 - Bell Set No. 1
- 1976 - 1-100
- 1976 - (First) Waltz in D
- 1976 - (Second) Waltz in F
- 1977 - In Re Don Giovanni
- 1978 - The Otherwise Very Beautiful Blue Danube Waltz
- 1979 - "The Masterwork" Award Winning Fish-Knife
- 1980 - A Neat Slice of Time
- 1981 - Think Slow, Act Fast
- 1981 - Five Orchestral Pieces for Opus willi (Anton Webern Five Orchestral Pieces, Op. 10 műve alapján)
- 1981 - M-Work (band)
- 1981 - 2 Violins
- 1982 - Four Saxes (Real Slow Drag)
- 1983 - A Handsome, Smooth, Sweet, Smart, Clear Stroke: Or Else Play Not At All
- 1983 - Time's Up
- 1983 - I'll Stake My Cremona to a Jew's Trump
- 1983 - Love is Certainly, at Least Alphabetically Speaking
- 1984 - The Abbess of Andouillets
- 1985 - Nose-List Song
- 1985 - Lucinda Childs Play
- 1985 - String Quartet No. 1
- 1986 - Taking a Line for a Second Walk
- 1986 - The Man Who Mistook His Wife for a Hat
- 1986 - And Do They Do/Zoo Caprices

## Könyve magyarul
- Experimentális zene. Cage és utókora; ford. Pintér Tibor; Magyar Műhely, Bp.. 2005 (Szünetjel könyvek)

## Filmekhez, TV-játékokhoz és videójátékokhoz írt zenék
| - Tree (1966) - 5 Postcards from Capital Cities (1967) – Öt képeslap fővárosokból - Goole by Numbers (1976) - Keep It Up Downstairs (1976) - Tom Phillips (artist)\|Tom Phillips (1977) - A Walk Through H: The Reincarnation of an Ornithologist (1978) – Séta a H-n keresztül - Vertical Features Remake (1978) – Függőleges tárgyak rekonstrukciója - 1-100 (1978) - The Falls (1980) – Zuhanás - Act of God (1980) - Terence Conran (1981) - The Draughtsman's Contract (1982) – A rajzoló szerződése - Brimstone and Treacle\|Brimstone & Treacle (1982) (Stinggel együtt) - Nelly's Version (1983) - The Coastline (1983) - Making a Splash (1984) - The Cold Room (1984) - Fairly Secret Army (1984) - A Zed & Two Noughts (1985) – ZOO - The Kiss (1985) - Inside Rooms: 26 Bathrooms, London & Oxfordshire, 1985 (1985) – 26 fürdőszoba - L'Ange frénétique (1985) - Ballet mécanique (1986 score; 1921 film) - Tristram Shandy (opera) I'll Stake My Cremona to a Jew's Trump (1986) - The Disputation (1986) - Le Miraculé (1987) - The Man Who Mistook His Wife for a Hat (1987) - Fear of Drowning (film)\|Fear of Drowning(1988) - Death in the Seine (1988) - Drowning by Numbers (1988) – Számokba fojtva - Out of the Ruins (1989) - Hubert Bals Handshake (1989) - Monsieur Hire (1989) - The Cook, the Thief, His Wife & Her Lover (1989) – A szakács, a tolvaj, a feleség és a szeretője - La Sept (1989) - Men of Steel (1990) - Les Enfants volants (1990) | - The Hairdresser's Husband (1990) – A fodrásznő férje - Ich war ein glücklicher Mensch (1991) - Prospero's Books (1991) – Prospero könyvei - Not Mozart: Letters, Riddles and Writs (1991) - The Fall of Icarus (1992) - The Final Score (1992) - The Piano (1993) – Zongoralecke - Mesmer (1994) – Mesmer - À la folie (1994) – Hat nap, hat éjszaka eszeveszetten - Anne No Nikki (Japanese anime adaption of The Diary of Anne Frank) (1995) - Carrington (1995) – Carrington. A festőnő szerelmei - The Ogre (1996) – A rémkirály - Enemy Zero (1996) - Anzar (1997) - Gattaca (1997) – Gattaca - Titch (1998) – Titch - Practical Magic (1998) - Ravenous (1999) (Damon Albarnnal együtt) – Farkaséhség - Wonderland (1999) – Csodaország - Nabbie's Love (1999) – Nabbie szerelme - The End of the Affair (1999) – Egy kapcsolat vége - Act Without Words I (2000) - The Claim (2000) – Aranybánya - Man with a Movie Camera (1929 film; 2001 score) - Subterrain (2001) - Haute fidélité (2001) - 24 Heures de la vie d'une femme (2001) – 24 óra egy asszony életéből - The Actors (2003) – A nagy alakítás - Nathalie... (2003) – Nathalie - Luminal (2004) - The Libertine (2004) – Rochester grófja – Pokoli kéj - Jestem (2005) – Vagyok - A Cock and Bull Story (2006) – Bikatöke - Teresa, el cuerpo de Cristo (2007) - Never Forever (2007) - Man on Wire (2008) - Genova (2008) – Genova |